# Acidosasa
Acidosasa es un género de plantas herbáceas de la tribu del bambú en la familia de las poáceas. Comprende numerosas especies nativas de China e Indochina, cultivadas en ocasiones por sus brotes comestibles. Comprende 27 especies descritas y de estas, solo 11 aceptadas.

## Descripción
Son plantas perennes arbustivas (con los brotes jóvenes comestibles, agrios). Los tallos de flores de hoja verde. Culmos de 300-800 cm de altura ; leñosos y persistentes; ramificadas arriba. Las vainas del culmo de hoja caduca en su totalidad. Plantas desarmadas. Hojas basales no agregadas. Las láminas de hoja ancha (grande); pseudopeciolada. Plantas bisexual, con espiguillas bisexuales; con flores hermafroditas. La inflorescencia en un solo racimo, o paniculada.

## Taxonomía
Acidosasa fue descrita por C.D.Chu & C.S.Chao ex Keng f. y publicado en Journal of Bamboo Research 1(2): 31. 1982. La especie tipo es: Acidosasa chinensis C.D.Chu & C.S.Chao
Etimología
Acidosasa nombre genérico que proviene del latín acidum (agrio) y Sasa (otro género de bambú), refiriéndose a los brotes comestibles. 

## Especies aceptadas
A continuación se brinda un listado de las especies del género Acidosasa aceptadas hasta noviembre de 2013, ordenadas alfabéticamente. Para cada una se indica el nombre binomial seguido del autor, abreviado según las convenciones y usos. 
- Acidosasa breviclavata W.T.Lin
- Acidosasa brilletii (A.Camus) C.S.Chao & S.A.Renvoize
- Acidosasa chinouensis (T.H.Wen) C.S.Chao & T.H.Wen
- Acidosasa chinensis C.D.Chu & C.S.Chao
- Acidosasa edulis (Wen) T.H.Wen
- Acidosasa guangxiensis Q.H.Dai & C.F.Huang
- Acidosasa lingchuanensis (C.D. Chu & C.S. Chao) Q.Z.Xie & X.Y.Chen
- Acidosasa nanunica (McClude)C.S.Chao & G.Y.Yang
- Acidosasa notata (Z.P.Wang & G.H.Ye) S.S.You
- Acidosasa purpurea (Hsueh & Yi) P.C.Keng
- Acidosasa venusta (McClure) Z.P.Wang & G.H.Ye